# 허동원
허동원(1980년 6월 9일 ~ )은 대한민국의 배우이다.

## 출연작

### 영화 출연
- 《세입자》 (2024)
- 《더러운 돈에 손대지 마라》 (2024) - 오광석 역
- 《늘봄가든》 (2024년) - 창수 역
- 《크리스마스 캐럴》 (2022년) - 한희상 역
- 《범죄도시 2》 (2022년) - 오동균 역 (금천서 두 번째 마석도의 오른팔 형사, 천만영화) (일본어 더빙: 츠치다 히로시)
- 《뜨거운 피》 (2022년) - 도다리 역
- 《킹메이커》 (2022년) - 이한상의 비서 역
- 《특송》 (2022년) - 상훈 역 (본작의 서브 빌런이자 중간 보스)
- 《유체이탈자》 (2021년) - 모피코트 역(†) (본작의 만악의 근원이자 히든 보스 3, 일본 마약 조직의 두목)
- 《디바》  (2020년) - 수족관사장 역
- 《지푸라기라도 잡고 싶은 짐승들》 (2020년) - 지배인 역
- 《히트맨》 (2020년) - 제롬 역 (본작의 중간 보스)
- 《나를 찾아줘》 (2019년) - 명득 역
- 《아빠는 예쁘다》 (2019년) - 박 대리 역
- 《악인전》 (2019년) - 최문식 역(†) (본작의 중간 보스, 상도파 부두목이자 오성의 친구)
- 《늦여름》 (2018년) - 승수 역
- 《죄 많은 소녀》 (2018년) - 형사 1 역
- 《딥》 (2018년) - 장 강사 역
- 《범죄도시》 (2017년) - 오동균 역 (금천서 베테랑 형사) (일본어 더빙: 미코가미 코우지)
- 《까시》 (2016년) - 동네형 역
- 《감금의 시간》 (2015년) - 정호 역
- 《국제시장》 (2014년) - 청년회원 2 역 (천만영화)
- 《열애》 (2014년) - 경찰 역
- 《여배우 공작단》 (2014년) - 구필 역
- 《배꼽과 무릎사이》 (2014년) (작중 메인 남주)

### 타방송사
- 《오늘도 참는 중입니다》 (2025년, 웹드라마) - 홍덕배 역
- 《나의 완벽한 비서》 (2025년, SBS) - 김영수 역
- 《좋거나 나쁜 동재》 (2024년, tvN, TVING) - 박찬혁 역
- 《모래에도 꽃이 핀다》 (2023년~2024년, ENA) - 연 코치 역
- 《이상한 변호사 우영우》 (2022년, ENA) - 신일수 역
- 《인사이더》 (2022년, JTBC) - 양준 역
- 《더 킹 : 영원의 군주》 (2020년, SBS) - 심 형사 역
- 《은주의 방》 (2018년, Olive) -  장진규 역
- 《시간》 (2018년, MBC)
- 《크리미널 마인드》 (2017년, tvN) - 황인철 역
- 《너를 기억해》 (2015년, KBS2) - 경비원 역
- 《냄새를 보는 소녀》 (2015년, SBS)
- 《앵그리맘》 (2015년, MBC)
- 《실종느와르 M》 (2015년, OCN) - 휴게소 오징어 판매원 역
- 《피노키오》 (2014년~2015년, SBS) - 구급대원 역
- 《미녀의 탄생》 (2014년~2015년, SBS) - 사라한테 차 파는 딜러 역
- 《닥터 프로스트》 (2014년~2015년, OCN) - 정부기관 직원 역
- 《나쁜 녀석들》 (2014년, OCN) - 최 형사 역
- 《미생》 (2014년, tvN)
- 《연애 말고 결혼》 (2014년, tvN) - 환자의 보호자 역
- 《신의 퀴즈 4》 (2014년, OCN) - 재활용센터 직원 역

### Netflix
- 《마스크걸》 (2023년, Netflix) - 최종훈 역
- 《더 글로리》 (2022년, Netflix) - 동은의 직장동료 역
- 《모범가족》 (2022년, Netflix) - 김정환 역
- 《오징어 게임》 (2021년, Netflix) - 옆방가면 (28번 일꾼) 역

### 디즈니+
- 《트리거》 (2025년, Disney+) - 이상목 역
- 《카지노》 (2022년, Disney+) - 이상철 역

### KBS
- 《KBS 드라마 스페셜  - 폭염주의보》 (2023년, KBS2) - 이준 부 역
- 《대박부동산》 (2021년, KBS2) - 김태진 역
- 《저스티스》 (2019년, KBS2) - 양철기 역
- 《동백꽃 필 무렵》 (2019년, KBS2) - 김낙호 역
- 《KBS 드라마 스페셜  - 미스김의 미스터리》 (2018년, KBS2) - 봉득구 역 - 참치와 돌고래》 (2018년, KBS2) - 정동호 역

### 연극 출연
- 《사건발생 1980》
- 《월드다방》
- 《정동진》
- 《섬마을 우리들》
- 《가족입니다》
- 《짬뽕》
- 《사건발생 1980》
- 《유쾌한 거래》